# 1981-es Formula–1 San Marinó-i nagydíj
A San Marinó-i nagydíj volt az 1981-es Formula–1 világbajnokság negyedik futama.

## Futam
| Helyezés     | #  | Versenyző             | Csapat/Motor    | Körök | Idő/Kiesés oka  | Rajthely | Pontszám |
| ------------ | -- | --------------------- | --------------- | ----- | --------------- | -------- | -------- |
| 1            | 5  | Nelson Piquet         | Brabham-Ford    | 60    | 1:51:23,97      | 5        | 9        |
| 2            | 29 | Riccardo Patrese      | Arrows-Ford     | 60    | + 4,58          | 9        | 6        |
| 3            | 2  | Carlos Reutemann      | Williams-Ford   | 60    | + 6,34          | 2        | 4        |
| 4            | 6  | Héctor Rebaque        | Brabham-Ford    | 60    | + 22,89         | 13       | 3        |
| 5            | 28 | Didier Pironi         | Ferrari         | 60    | + 25,87         | 6        | 2        |
| 6            | 8  | Andrea de Cesaris     | McLaren-Ford    | 60    | + 1:06,61       | 14       | 1        |
| 7            | 27 | Gilles Villeneuve     | Ferrari         | 60    | + 1:41,97       | 1        |          |
| 8            | 16 | René Arnoux           | Renault         | 59    | + 1 kör         | 3        |          |
| 9            | 14 | Marc Surer            | Ensign-Ford     | 59    | + 1 kör         | 21       |          |
| 10           | 7  | John Watson           | McLaren-Ford    | 58    | + 2 kör         | 7        |          |
| 11           | 33 | Patrick Tambay        | Theodore-Ford   | 58    | + 2 kör         | 16       |          |
| 12           | 1  | Alan Jones            | Williams-Ford   | 58    | + 2 kör         | 8        |          |
| 13           | 10 | Slim Borgudd          | ATS-Ford        | 57    | +3 kör          | 24       |          |
| HN           | 25 | Jean-Pierre Jabouille | Ligier-Matra    | 45    | Helyezés nélkül | 18       |          |
| Kiesett      | 17 | Eliseo Salazar        | March-Ford      | 38    | Kicsúszás       | 23       |          |
| Kiesett      | 4  | Michele Alboreto      | Tyrrell-Ford    | 31    | Ütközés         | 17       |          |
| Kiesett      | 32 | Beppe Gabbiani        | Osella-Ford     | 31    | Ütközés         | 20       |          |
| Kiesett      | 23 | Bruno Giacomelli      | Alfa Romeo      | 28    | Ütközés         | 11       |          |
| Kiesett      | 3  | Eddie Cheever         | Tyrrell-Ford    | 28    | Ütközés         | 19       |          |
| Kiesett      | 22 | Mario Andretti        | Alfa Romeo      | 26    | Váltó           | 12       |          |
| Kiesett      | 20 | Keke Rosberg          | Fittipaldi-Ford | 14    | Motorhiba       | 15       |          |
| Kiesett      | 26 | Jacques Laffite       | Ligier-Matra    | 7     | Felfüggesztés   | 10       |          |
| Kiesett      | 15 | Alain Prost           | Renault         | 3     | Váltó           | 4        |          |
| Kiesett      | 31 | Miguel Ángel Guerra   | Osella-Ford     | 0     | Baleset         | 22       |          |
| Kizárva      | 30 | Siegfried Stohr       | Arrows-Ford     |       |                 |          |          |
| Kizárva      | 18 | Derek Daly            | March-Ford      |       |                 |          |          |
| Kiesett      | 9  | Jan Lammers           | ATS-Ford        |       |                 |          |          |
| Kizárva      | 21 | Chico Serra           | Fittipaldi-Ford |       |                 |          |          |
| Kizárva      | 36 | Derek Warwick         | Toleman-Hart    |       |                 |          |          |
| Kizárva      | 35 | Brian Henton          | Toleman-Hart    |       |                 |          |          |
| Visszalépett | 11 | Elio de Angelis       | Lotus-Ford      |       |                 |          |          |
| Visszalépett | 12 | Nigel Mansell         | Lotus-Ford      |       |                 |          |          |

## A világbajnokság élmezőnyének állása a verseny után
| H  | Versenyzők       | Pont | H  | Konstruktőrök | Pont |
| -- | ---------------- | ---- | -- | ------------- | ---- |
| 1. | Carlos Reutemann | 25   | 1. | Williams-Ford | 43   |
| 2. | Nelson Piquet    | 22   | 2. | Brabham-Ford  | 25   |
| 3. | Alan Jones       | 18   | 3. | Arrows-Ford   | 10   |
| 4. | Riccardo Patrese | 10   | 4. | Renault       | 6    |
| 5. | Alain Prost      | 4    | 5. | Alfa Romeo    | 3    |
| 6. | Mario Andretti   | 3    | 6. | Ensign-Ford   | 3    |

## Statisztikák
Vezető helyen:
- Gilles Villeneuve: 14 (1-14)
- Didier Pironi: 32 (15-46)
- Nelson Piquet: 14 (47-60)

Nelson Piquet 5. győzelme, Gilles Villeneuve 2. pole-pozíciója, 8. leggyorsabb köre.
- Brabham 25. győzelem

Michele Alboreto és Derek Warwick első versenye.